# 8314 Tsuji
8314 Tsuji eller 1997 US8 är en asteroid i huvudbältet som upptäcktes den 25 oktober 1997 av de båda japanska astronomerna Kazuro Watanabe och Kin Endate vid Kitami-observatoriet. Den är uppkallad efter den japanske astronomen Takashi Tsuji.
Asteroiden har en diameter på ungefär 14 kilometer och den tillhör asteroidgruppen Themis.